# サブスク (企業)
株式会社サブスクは、埼玉県熊谷市に本社を置く、携帯ショップの運営、携帯電話の販売を行う企業である。

## 概要
携帯電話の販売を行う店舗としてauショップ、ドコモショップの運営や携帯電話の法人販売を行っっている。過去にはMVNOに参入し、「ハピネスモバイル」を展開していた時期もあった。
グループ会社が多い会社としても有名で現在9社のグループ会社がある。
登記上の本店所在地は埼玉県熊谷市新堀817番地。本社機能は埼玉県上尾市の「本部」および東京都中央区の「東京本部」が担う。このほか仙台市宮城野区、大阪市北区、福岡市博多区に営業所を置いていた時期もあったが業績不振により全て閉鎖された。。
過去にもしもしモンキーを店舗運営していたが業績不振が続いたことにより2022年までに全ての直営店が閉店となった。
2005年からの社名は運営する店舗「もしもしモンキー」の略称である「もしもん株式会社」であったが、社長である栗原志功が経営理念を浸透させるために、「深夜のラブレター大作戦」として経営理念をそのまま社名に変更したため、社名が137文字となった。また、「世界最長の社名」としてギネス世界記録に申請中で、2015年7月時点で協議中となっている。社名が長いことから、正式社名で電話応対を行っていたところ途中で電話を切られたり、領収書の社名を自分で書くように怒られたことがあったと言う。
現在の会社名のサブスクは「最近、武勇伝少なくない」の頭文字から取られている。

## 沿革
- 1979年 - 創業。当時は喫茶店「かもめ館」を運営していた。
- 1996年 - 「もしもしモンキー高坂店」（現存せず）開店。初の「もしもしモンキー」の店舗となる。
- 1998年8月 - 有限会社東日本通商設立。
- 2003年 - 株式会社東日本通商に商号変更。
- 2005年 - もしもん株式会社に商号変更。
- 2006年 - 東京本部設立。
- 2011年 - 仙台・大阪・福岡営業所開設。
- 2014年 - 株式会社あなたの幸せが私の幸せ世の為人の為人類幸福繋がり創造即ち我らの使命なり今まさに変革の時ここに熱き魂と愛と情鉄の勇気と利他の精神を持つ者が結集せり日々感謝喜び笑顔繋がりを確かな一歩とし地球の永続を約束する公益の志溢れる我らの足跡に歴史の花が咲くいざゆかん浪漫輝く航海へに商号変更。
- 2015年7月26日 - MVNOサービスとして「ハピネスモバイル」の展開開始。
- 2019年8月5日 - 「株式会社サブスク」に商号変更[11]。
- 2022年-業績不振により全てのもしもしモンキー直営店が閉店。